# Brug 2483
Brug 2483 is een bouwkundig kunstwerk in Amsterdam-Noord.
Het gebied waarin deze brug ligt, werd eeuwenlang bij de stadskaarten van Amsterdam buiten beeld gehouden; het behoorde toe aan Landsmeer. Het was eeuwenlang agrarisch gebied dat in de 19e eeuw behoorde tot die gemeente, die voornamelijk leeg was. De zuidkant van die gemeente bestond uit landerijen en kavels tussen een slotenstelsel; het had de naam Zuiderpolder. Van grote invloed was bijvoorbeeld het graven van het Noordhollandsch Kanaal, dat dan ook deels in het bestaande slotenstelsel werd aangelegd. Het gebied werd enigszins van belang toen Amsterdam wederom grond nodig had en in 1966 een lap grond bekend als het buurtje Kadoelen annexeerde. De uithoek kwam desalniettemin zelden op de kaart. Amsterdam rukte steeds verder op. Met de bouw van Banne Noord in Banne Buiksloot had Amsterdam haar uiterste grens bereikt; het zijn dan de jaren zeventig. Even later kwam er een dikke witte streep zand tussen Amsterdam en Landsmeer te liggen. Het waren de voorbereidingen voor de Ringweg Noord. In de jaren tachtig begonnen de werkzaamheden ook dit gebied te bereiken en in de ringweg werden kunstwerken geplaatst voor snel- en lokaal verkeer tussen de beide gemeenten. 
De infrastructuur zou bijna volledig bestaan uit voet- en fietspaden; het gebied bleef agrarisch bestemd. Een van de paden was het kilometerslang Dorspad/Pieter Weerspad, die langs de Dorssloot en Pieter Weerssloot lopen. Om dat pad aan te laten sluiten op de infrastructuur van Amsterdam moesten er twee bruggetjes gebouwd worden over de afwateringstochten die aan beide zijden van de ringweg liggen. Brug 2483 werd de brug aan de noordkant; brug 1776 aan de noordkant. Beide bruggen komen uit dezelfde periode rond 1995. De brug 2483 kreeg haar brugnummer echter veel later, vermoedelijk omdat er ter plaatse een kleine grenscorrectie heeft plaatsgevonden
Brug 2483 komt in de vorm van bruggetjes die overal liggen in Landelijk Noord. Deze brug staat op betonnen brugpijlers met dito jukken. Op de jukken liggen stalen balken die het houten loop- en fietsdek dragen. De enigszins wijkende leuningen sluiten het bouwwerk af.
Tussen beide genummerde bruggen ligt de Noorderbreedtebrug in de ringweg.